# Graff Racing
Graff Racing is een Frans autosportteam.

## Geschiedenis
Graff Racing werd in 1985 opgericht door de Franse autocoureur Jean-Philippe Grand, die sinds het eind van de jaren '70 al onder zijn eigen naam deelnam aan races en in 1984 de Franse Formule Ford op zijn naam schreef. Het team nam onder deze naam aan vele kampioenschappen, waaronder de Formule Ford, de Eurocup Formule Renault 2.0 en het Franse Formule 3-kampioenschap. Daarnaast nam het team regelmatig deel aan de 24 uur van Le Mans. Vanwege hun contacten met ervaren journalisten konden enkele van deze journalisten ook zelf deelnemen aan de race.
In 1991, 1996 en 1997 werd het team kampioen in de Franse Formule 3 met respectievelijk Christophe Bouchut, Soheil Ayari en Patrice Gay als coureurs. Ayari won voor het team ook de Grand Prix van Macau in 1997. In 2002 werd het tevens kampioen in de Eurocup Formule Renault 2.0 met Éric Salignon.
Vanaf 2011 is het team teruggekeerd in de endurance-racerij, waarbij het deel heeft genomen aan de Blancpain Endurance Series, de Porsche Carrera Cup, de V de V Endurance Series en de European Le Mans Series.